# Cancioneiro da Biblioteca Nacional
O Cancioneiro da Biblioteca Nacional (outrora chamado Cancioneiro Colocci-Brancuti) é uma colectânea de lirismo trovadoresco galaico-português (cantigas de amigo, de amor e de escárnio e maldizer).

## História
Foi compilado em Itália por volta de 1525-1526 por iniciativa do humanista Angelo Colocci (1467-1549). Ele numerou 1664 composições e anotou praticamente todo o códice.
Séculos mais tarde, o manuscrito encontrava-se nas mãos do conde Paolo Brancuti di Cagli, de Ancona, que em 1888 o vendeu ao filólogo italiano Ernesto Monaci.
Em 1924 foi adquirido pelo Estado Português e depositado na Biblioteca Nacional de Lisboa, de onde colheu o nome pelo qual é hoje conhecido.
Entre 1949 -1964, sem nenhum apoio oficial, foi publicado pela primeira vez em fascículos na Revista de Portugal, com leitura, comentários e glossário, trabalho de Elza Paxeco Machado e José Pedro Machado, ficando assim à disposição do público.

## Características
Este cancioneiro reúne quase todo o material recolhido no Cancioneiro da Vaticana e muitos outros. Das 1664 composições originais chegaram até nós apenas 1560.
Entre os trovadores presentes salientam-se os reis Dinis de Portugal, Sancho I de Portugal, e nomes como os de Pedro Afonso, conde de Barcelos, Paio Soares de Taveirós, João Garcia de Guilhade, Airas Nunes, Martim Codax, e outros.
Foi redigido em seis diferentes tipos de letra, com predominância da itálica chanceleresca e da letra bastarda cursiva.